# 1202
Évszázadok: 12. század – 13. század – 14. század
Évtizedek: 1150-es évek – 1160-as évek – 1170-es évek – 1180-as évek – 1190-es évek – 1200-as évek – 1210-es évek – 1220-as évek – 1230-as évek – 1240-es évek – 1250-es évek
Évek: 1197 – 1198 – 1199 – 1200 –  1201 – 1202 – 1203 – 1204 – 1205 – 1206 – 1207

## Események

### Határozott dátumú események
- november 8. – Elkezdődik a negyedik keresztes hadjárat: a flotta elindul Velencéből.[1]
- november 24. – A velenceiek beveszik Zárát.[2]

### Határozatlan dátumú események
- az év folyamán – 
  - Imre király kéri a pápát, hogy fiát Lászlót királlyá koronáztathassa. Erre András herceg újra fellázad, Imre azonban a Dráva mellett személyesen fogja el őt.
  - Péter székesfehérvári prépost kerül a magyar királyi kancellária élére.[3]
  - Imre fellép a boszniai bogumilok ellen, valamint hadjáratot indít Bulgáriába.[4]
  - A Livóniai Kardtestvérek rendjének alapítása.
  - Sverre Sigurdsson király törvénytelen fia, Haakon foglalja el a norvég trónt.[5]

## Születések
- június 2. – II. Margit flamand grófnő, I. Baldvin konstantinápolyi latin császár fiatalabbik lánya és örököse, Flandria és Hainaut grófnője († 1280)

Bizonytalan dátum
- Matild boulogne-i grófnő, III. Alfonz portugál király feleségeként Portugália királynéja († 1262)
- Kasztíliai Eleonóra, kasztíliai királyi hercegnő (infánsnő) és Aragónia királynéja († 1244)
- Enni, japán buddhista szerzetes, a kiotói Tófuku-dzsi kolostor alapítója († 1280)

## Halálozások
- március 9. – Sverre norvég király (* 1151)
- március 13. – III. Mieszko lengyel fejedelem (* 1126)
- november 12. – VI. Knut dán király Dánia királya (* 1163)